# Сант-Феліу-де-Льобрегатська діоцезія
Са́нт-Феліу́-де-Льобрегатська діоце́зія (лат. Dioecesis Sancti Felicis de Llobregat; ісп. Diócesis de Sant Feliu de Llobregat; кат. Diòcesi de Sant Feliu de Llobregat) — діоцезія римського обряду Католицької церкви в Іспанії, з центром у місті Сант-Феліу-де-Льобрегат.  Входить до складу Барселонської церковної провінції. Суфраганна діоцезія Барселонської архідіоцезії. Заснована 15 червня 2004 року. Голова — єпископ Сант-Феліу-де-Льобрегатський. Центральний храм — Сант-Феліу-де-Льобрегатський собор.  Площа — 1,400 км². Населення — 661,393 ос.; з них католики — 600,000 ос. (90.7%). Чинний голова — Агустін Кортес Соріано, єпископ Сант-Феліу-де-Льобрегатський.

## Єпископи
- Агустін Кортес Соріано

## Статистика
Згідно з «Annuario Pontificio» і Catholic-Hierarchy.org:
| Рік  | Населення | Населення | Населення | Священики | Священики | Священики | Священики           | Диякони | Ченці    | Ченці | Парафії |
| Рік  | католики  | загалом   | %         | загалом   | секулярні | ченці     | вірних на священика | Диякони | чоловіки | жінки | Парафії |
| ---- | --------- | --------- | --------- | --------- | --------- | --------- | ------------------- | ------- | -------- | ----- | ------- |
| 2004 | 600.000   | 661.393   | 90,7      | 153       | 153       |           | 3.921               |         |          |       | 121     |
| 2010 | 866.000   | 970.000   | 89,3      | 188       | 107       | 81        | 4.606               | 16      | 136      | 262   | 122     |
| 2014 | 892.000   | 1.006.436 | 88,6      | 178       | 111       | 67        | 5.011               | 19      | 124      | 308   | 122     |